# Dowódca SS i Policji
Dowódca SS i Policji (niem. SS- und Polizeiführer, SSPF) – stanowisko w SS łączące się na zasadzie unii personalnej z dowodzeniem policją na tym samym obszarze.
Podczas wojny wprowadzono hierarchię:
- Dowódca SS i Policji – SS- und Polizeiführer (SSPF, SS-PF, SSuPF)
- Wyższy Dowódca SS i Policji – Höherer SS- und Polizeiführer (HSSPF, HSS-PF, HSSuPF)
- Najwyższy Dowódca SS i Policji – Höchster SS- und Polizeiführer (HöSSPF): (Hans Adolf Prützmann, Karl Wolff)[potrzebny przypis]

Stanowisko Dowódcy SS i Policji (SSPF) istniało także w Generalnym Gubernatorstwie. SSPF dowodzili policją oraz SS na terenie dystryktów, na które dzieliło się Generalne Gubernatorstwo, np. SSPF Franz Kutschera w dystrykcie Warszawa. Wyżsi Dowódcy SS i Policji istnieli zarówno w Niemczech (dowodząc na obszarze najczęściej jednego okręgu wojskowego), jak i w krajach okupowanych przez III Rzeszę (dowodząc zwykle na terenie jednego kraju albo jednostki administracyjnej utworzonej przez okupanta, np. HSSPF Ost Friedrich Wilhelm Krüger w Krakowie).
W planach ich przełożonego, Reichsführera-SS Heinricha Himmlera, było utworzenie około 30 okręgów-państw, w których dowódca SS i policji byłby namiestnikiem i swego rodzaju właścicielem, zaś jednostki Waffen-SS pełniłyby funkcje militarne. Ziemie byłyby zamieszkane i zasiedlone przez szeregowych członków SS (po eksterminacji poprzednich mieszkańców, gł. Słowian). Tereny te miały się głównie składać z olbrzymich połaci Rosji, która w planach Hitlera była tym dla III Rzeszy, czym były kolonialne Indie dla Imperium brytyjskiego (tj. najważniejszym terenem eksploatacji, tzw. perłą w koronie). Koleje wojenne spowodowały, że zdobycie przestrzeni życiowej (Lebensraum) dla rasy panów (Herrenvolk) nie powiodło się. Zdecydowana większość SSPF i HSSPF popełniła samobójstwa, by uniknąć odpowiedzialności za swoje czyny.
Ich głównym zadaniem na Wschodzie była kontrola mobilnych grup eksterminacyjnych (Einsatzgruppen), odpowiedzialnych za masowe mordy (przeważnie przez rozstrzelanie) i pacyfikacje wsi, które na terenach podbitego ZSRR były codziennością. Ponad 600 białoruskich wsi zostało spalonych wraz ze wszystkimi mieszkańcami. Zadaniem posłanników Himmlera była także kontrola gett skupiających ludność żydowską i w mniejszym procencie – cygańską oraz wynikająca z tego odpowiedzialność za rezultaty zarządzania w tych azylach, wspólnie z Głównym Urzędem Bezpieczeństwa Rzeszy. Likwidacja gett poprzez transporty do obozów zagłady (gł. Treblinki, Bełżca, Sobiboru, Majdanka i Auschwitz-Birkenau) także leżała w gestii HSSPF.
Ci z SSPF, którzy nie przegryźli kapsułki z cyjankiem, a działali na terenach byłej II Rzeczypospolitej oraz na wschód od niej – byli sądzeni za zbrodnie wojenne. W 1944 i 1945 doszło do wielu awansów co bardziej zasłużonych działaczy z SS na stopnie generalskie w Waffen-SS i policji (w rzeczywistości generałowie ci niewiele mieli wspólnego z wojskowością – bardziej ze zorganizowanym ludobójstwem – i wielu z nich nie umiało m.in. czytać map sztabowych lub ich doświadczenie w dowodzeniu na froncie było bliskie zeru, co doprowadzało do wysokich strat w dywizjach Waffen-SS). Awanse te pozwoliły im być chronionymi przez Konwencję Haską.
Pion Policji Bezpieczeństwa (Sicherheitspolizei) obejmujący policję polityczną (Gestapo) i kryminalną (Kripo) miał osobnych koordynatorów, którzy w krajach okupowanych nosili tytuł Dowodzącego – Befehlshaber der Sicherheitspolizei (BdS, np. Walter Bierkamp w Krakowie) na obszar Generalnego Gubernatorstwa, a w Rzeszy – Inspektora Policji Bezpieczeństwa (Inspekteur der Sicherheitspolizei – IdS). W okupowanej Polsce koordynatorzy policji w dystryktach nosili natomiast miano komendantów Policji Bezpieczeństwa (Komandeur der Sicherheitspolizei – KdS, np. KdS Warschau Josef Meisinger).